# ديتمار هاور
ديتمار هاور (بالألمانية: Dietmar Hauer)‏ (و. 1968  م) هو مدرس، وراكب دراجة هوائية نمساوي، شارك في الألعاب الأولمبية الصيفية 1988.

## روابط خارجية
- ديتمار هاور على موقع إحصائيات الدراجات الإحترافية (الإنجليزية)
- ديتمار هاور على موقع أوليمبيديا (الإنجليزية)